# 丁野
丁野（1917年—1999年），原名阎秀琳、曾用名阎映淮，山西省五台县豆村阎家寨人。原中共河南省鲁南县（现方城县）县委书记、湖北省松滋县委书记。化工部沈阳橡胶工业公司党委书记。

## 简历
- 1936年6月参加山西牺牲救国同盟会，受训于军政训练五队。
- 1937年4月任军官教导五团政治工作员、政治指导员、混合抗日游击队区队长。1937年4月任山西青年抗敌决死队一纵队游击二团二营教导员。
- 1938年4月加入中国共产党，同年11月调抗大学习，任学习班长。
- 1940年3月任八路军太岳区同蒲游击队一大队教导员，同年8月调任八路军129师386旅17团干事，不久调任八路军129师386旅政治部党支部书记。1941年冬调晋豫区党委政策研究室工作。
- 1942年起任中共山西省阳城县委五区区委书记兼区中队指导员、阳城县农会主任、阳城县农工妇青联合会主席、阳城县武委会主任等职。[1]
- 1945年抗战胜利后，奉命赴豫北济源县开辟工作，任该县武委会主任兼县指挥部副指挥长，任职期间组织了独八联护黄河水上民兵。
- 1947年8月打过黄河后，任中共河南省鲁南县（现方城县）县委书记兼县大队政委。[2][3]
- 1949年7月，打过长江后，任中共湖北省松滋县委书记兼县大队政委（期间荆州地委委员周致远兼任松滋县委书记时丁野同志任县委副书记）。[4]
- 全国解放后，丁野在松滋县参与组织该县军民两万多人参加了荆江分洪工程的建设。
- 1952年10月转业，调任共青团中央党委办公室主任。1953年6月出席中国新民主主义青年团第二次全国代表大会。
- 1954年6月调沈阳工作，历任沈阳橡胶三厂第一副厂长、厂长，橡胶四厂党委书记，化工部沈阳橡胶工业公司党委书记等职。
- 1962年参加了中共中央（扩大）会议，即“七千人大会”。
- 1965年任天津永久沽厂（即天津碱厂）四清工作队队长。
- 1966年调太原工作，历任五机部5405厂筹备处主任，山西东方机械厂党的核心小组副组长兼革委会主任，山西东方机械厂厂长，太原市委驻九零八厂工作队队长，九零八厂副厂长等职。1983年离职休养。